# Jean Laffitte (écrivain)
Pour les articles homonymes, voir Laffitte et Jean Laffitte.
Pour l’article ayant un titre homophone, voir Jean Lafitte.
Jean Laffitte, né le 24 mars 1910 et mort le 16 octobre 2004 à Agnac (Lot-et-Garonne), est un résistant communiste, survivant des camps de concentration et un écrivain français.

## Biographie
Apprenti pâtissier puis ouvrier, Jean Laffitte adhère au Parti communiste français en 1933. Il devient secrétaire politique du responsable Jacques Duclos, jusqu’en septembre 1939.
Lors de la Seconde Guerre mondiale, il est fait prisonnier en juin 1940 et s’évade en décembre pour rejoindre la direction clandestine du PCF. Il participe à la constitution du Front national et des FTP dans la région parisienne. Arrêté le 14 mai 1942 à Saint-Mandé par les brigades spéciales de la police française, il est déporté à Mauthausen en mars 1943, puis transféré au camp d'Ebensee, d’où il est libéré en mai 1945. Sa femme, Madeleine (née Guitton), résistante arrêtée en février 1942, est déportée à Auschwitz par le convoi du 24 janvier 1943 et meurt de dysenterie en novembre 1943.
À la Libération, Jean Laffitte raconte son expérience de la guerre, de la Résistance et des camps dans de nombreux romans. Son œuvre s'inscrit dans le réalisme socialiste du roman jdanovien français. Le 12 juillet 1946 il épouse Georgette Cadras, responsable de l’Union des jeunes filles de France (UJFF) et de l’Union des femmes françaises (UFF) ; ancienne resistante déportée à Ravensbrück.
De 1949 à 1956, il est secrétaire général du Conseil mondial de la paix, sous la présidence de Frédéric Joliot-Curie, puis il exerce des responsabilités au sein du bureau fédéral du PCF de Lot-et-Garonne.
Membre actif de l'Amicale de Mauthausen, il témoigne dans les écoles et accompagne les groupes pour des visites du camp.

## Distinction
- Officier dans l'ordre national de la Légion d'honneur[2].

## Publications
- Ceux qui vivent, Éditions Hier et Aujourd’hui, 1947 ; réédité : Livre club Diderot, 1970.
- Nous retournerons cueillir les jonquilles, La Bibliothèque française, 1948 [présentation en ligne].
- Rose France (roman), les Éditeurs français réunis, 1950.
- Le commandant Marceau (roman), les Éditeurs français réunis, 1953.
- Les hirondelles du printemps (roman), les Éditeurs français réunis, 1956.
- Le lac aux rêves (roman), les Éditeurs français réunis, 1965.
- Une nuit sous l’Occupation, Éditions Sociales, 1972.
- La Pendaison, préface d'André Lacaze, Julliard, 1983.
- Gennevilliers évocation historique Tome II : De la fin du XIXe siècle à 1970, Ville de Gennevilliers, 1966.